# Karmøygeddon
Karmøygeddon est un festival de musique métal ayant lieu à Haugesund en Norvège fin avril début mai.

## Lieu
Haugesund est une ville de 35 000 habitants, située à l'ouest de la Norvège dans le comté de Rogaland, à 115 km au sud de Bergen.

## Histoire
Haugesund est une ville qui a vu naître un certain nombre de groupes de métal parmi lesquels on trouve Einherjer (groupe de Viking Metal).
Le festival semble avoir débuté en 2003.
Le festival en 2006 et 2007 accueille le groupe américain Kamelot.
En 2008, le festival qui a lieu le 26 avril accueille Sabaton, Volbeat et Finntroll.
En 2009, le festival accueille des pointures historiques tel que W.A.S.P., Gamma Ray en plus de groupes plus jeunes comme Behemoth ou Primal Fear.
En 2012, le festival qui a lieu du 19 au 21 avril accueille entre autres Hypocrisy, Doro et Pain.
L'édition 2013, qui a eu lieu du 2 au 4 mai, eut pour têtes d'affiches : Overkill, Paradise Lost et Septic Flesh.

## Karmøygeddon Arctic
Face à l'internationalisation des groupes invités au festival, la direction a créé un second festival : Karmøygeddon Arctic qui a lieu au mois d'octobre et concentre des groupes plus "locaux" (scandinaves).